# ناویلاند (هامبورگ)
ناویلاند (به آلمانی: Hamburg-Neuland) یک منطقهٔ مسکونی در آلمان است که در هامبورگ واقع شده‌است. ناویلاند ۱٬۵۷۱ نفر جمعیت دارد.